# Orbital Sciences X-34
Х-34 — багаторазовий безпілотний експериментальний літальний апарат НАСА, призначений для виведення в космос супутників масою 0,54—1,13 т.
Пуск апарата мав проводитись з борта літака-носія. Рішення про розробку було прийняте 1996 р., головним розробником вибрано корпорацію Orbital Sciences. Початковий бюджет програми склав 60 млн дол.
Апарат Х-34 має такі характеристики:
- Довжина — 17,4 м.
- Розмах крила — 8,4 м.
- Стартова маса — 21,3 т.
- Суха маса — 7,7 т
- Маса корисного вантажу — 180—453 кг.

Для силової установки було створено киснево-керосиновий двигун Fastrac з тягою 270 кН. Випробування двигуна були успішно проведені у 1999 р. Затрати на розробку двигуна сягнули 35 млн дол., вартість одиниці не повинна перевищити 1,2 млн.
У середині 2000 року проєкт Х-34, як і інші проєкти НАТО, піддався аудиторській перевірці, в результаті якої програма Х-34 була припинена, а підготовлений до випробувань апарат законсервовано.